# Найеф Агер
Найеф Агер (на английски: Nayef Aguerd; на арабски: نايف أكرد) е професионален марокански футболист, играещ като защитник за английския футболен клуб Уест Хям Юнайтед и националния отбор на Мароко.

## Успехи

### ФЮС (Рабат)
- Шампион на Мароко (1): 2015/16

- Шампион на Африка (1): 2018